# Stanisław Wiechowicz

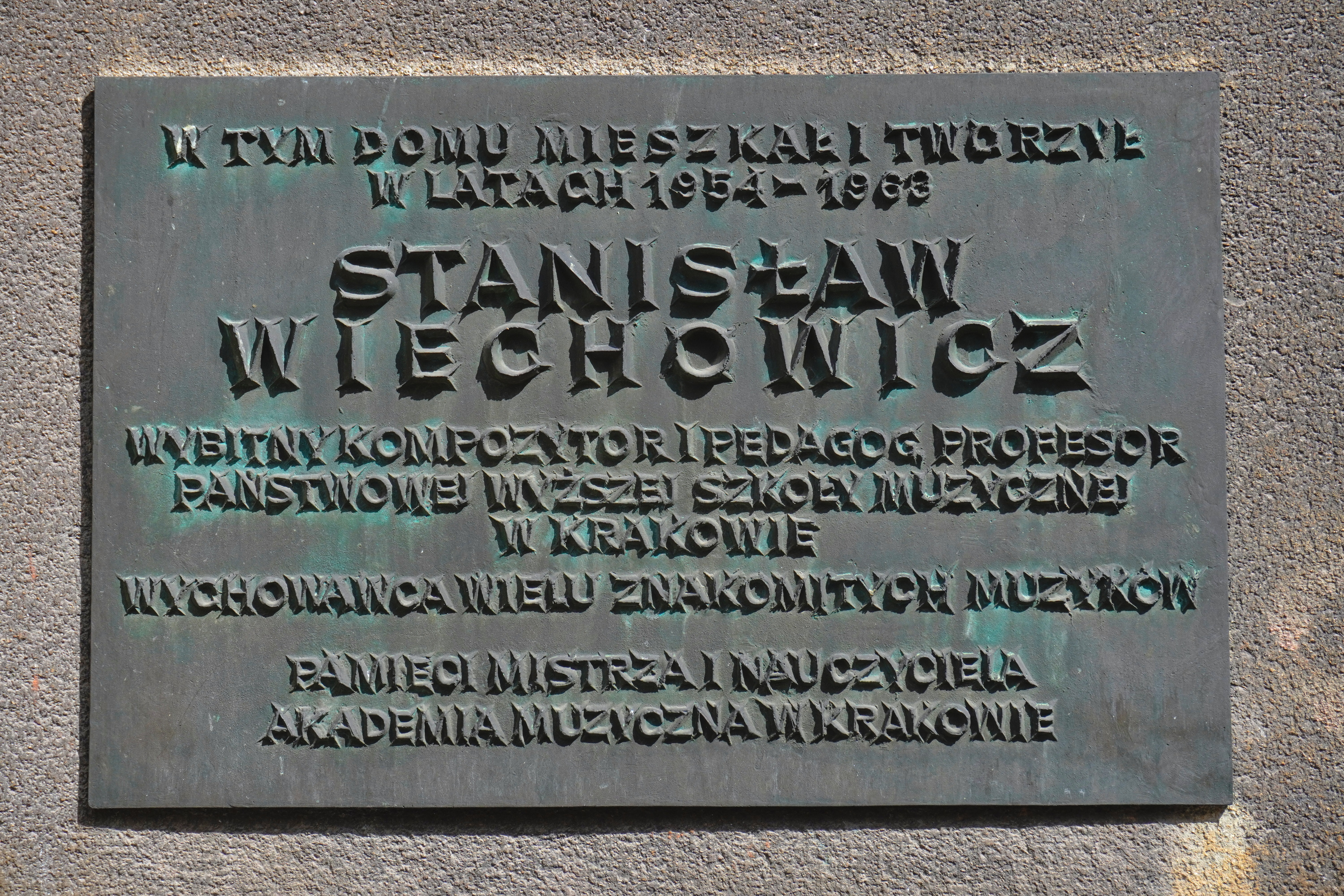
Tablica na kamienicy przy ul. św. Marka 8 w Krakowie, upamiętniająca zamieszkiwanie owej kamienicy przez Stanisława Wiechowicza w latach 1954–1963

Stanisław Wiechowicz (ur. 27 listopada 1893 w Kroszycach k. Kielc, zm. 12 maja 1963 w Krakowie) − polski kompozytor, pedagog, dyrygent chóralny i krytyk muzyczny.

## Życiorys
Urodził się w rodzinie Mikołaja, wiejskiego organisty, i Józefy z Halickich. Zamiłowania muzyczne odziedziczył po ojcu, który początkowo sam go uczył muzyki. Od 1904 do 1908 uczył się w Cesarsko-Królewskim Gimnazjum IV w Krakowie, a od 1908 do 1911 krakowskim Konserwatorium Towarzystwa Muzycznego (klasa organów). W 1912 kontynuował studia muzyczne w Instytucie Emila Jaques-Dalcroze'a w Hellerau k. Drezna. Od 1913 do 1914 nauczał rytmiki i solfeżu w prywatnej szkole Janiny Mieczyńskiej w Warszawie. W latach 1914−1916 studiował w Carskim Rosyjskim Konserwatorium Muzycznym w Petersburgu.
W 1916 został wcielony do armii rosyjskiej. Służył w eskadrze Ilja Muromiec jako lotnik bez specjalizacji. Po demobilizacji (w 1918) przebywał w Charkowie, gdzie do 1920 uczył solfeżu i rytmiki w prywatnej szkole Walentyny Szaposznikow-Wiechowicz. Po repatriacji do kraju w 1920 osiedlił się w Poznaniu, gdzie nauczał przedmiotów teoretycznych w Państwowej Akademii i Szkole Muzycznej. W latach 1920−1926 i 1930−1939 był profesorem Państwowego Konserwatorium Muzycznego w Poznaniu. W 1931 zdał egzamin eksternistyczny z kompozycji w Wyższej Szkole Muzycznej w Warszawie i objął klasę kompozycji w Poznaniu. W latach 1921−1939 był dyrygentem chórów poznańskich (Chór im. Fryderyka Chopina (1927−1930), Chór Męski „Echo” (1928−1930), a od 1935 Chór Mieszany im. Stanisława Moniuszki). Pracował również jako redaktor naczelny „Przeglądu Muzycznego”, recenzent muzyczny w „Kurierze Poznańskim” oraz sprawozdawca muzyczny w kwartalniku „Muzyka Polska”.
W latach 1939−1945 został wysiedlony przez okupantów niemieckich i przebywał w majątku Tadeusza Halperta w Jeleńcu k. Ostrowca Świętokrzyskiego, gdzie oficjalnie był zatrudniony jako prawnik kancelarii, a w rzeczywistości udzielał prywatnych lekcji muzyki, przygotowywał materiały do podręczników z zakresu muzyki wokalnej, a także komponował.
Od 1945 (przeniesienie służbowe z Poznania) prowadził katedrę kompozycji w Państwowej Wyższej Szkole Muzycznej w Krakowie (obecnej Akademii Muzycznej). W 1951 został honorowym dyrektorem artystycznym Zjednoczenia Polskich Zespołów Śpiewaczych i Instrumentalnych.

## Osiągnięcia
Był autorem wielu prac z zakresu pedagogiki wokalnej. Otrzymał liczne nagrody artystyczne i odznaczenia państwowe.
Interesował się zwłaszcza muzyką chóralną i reprezentował w niej konsekwentny styl narodowy czerpiący wzory z polskiej muzyki ludowej. Był uczniem Władysława Żeleńskiego, Maksymiliana Steinberga, Józefa Wihtola i Vincenta d’Indy'ego oraz twórcą polskiej nowoczesnej pieśni chóralnej a cappella. Przygotował fundamentalny repertuar dla polskiego ruchu śpiewaczego. Rozwinął w znaczący sposób fakturę chóralną wzorując się niejednokrotnie na fakturze instrumentalnej. W niektórych rozwiniętych formach wprowadził technikę wariacyjną. Jego opracowania pieśni ludowych były bardzo oryginalne, świeże i wnikające w treść pieśni.
Opracował około stu pieśni a capella. Jego dorobek publicystyczny obejmuje 483 pozycje, w tym 379 recenzji i sprawozdań z imprez muzycznych, 28 recenzji wydawnictw muzycznych i około 80 artykułów o problematyce muzycznej. Swoje doświadczenia dotyczące dyrygentury chóralnej zawarł w książce pt. Podstawowe uwagi dla dyrygentów chórowych (Kraków, Polskie Wydawnictwo Muzyczne, 1951).
Jego uczniami byli, m.in. Juliusz Łuciuk, Lucjan Kaszycki, Jan Janca, Krzysztof Meyer, Krzysztof Penderecki i Jan Fotek.

## Życie prywatne

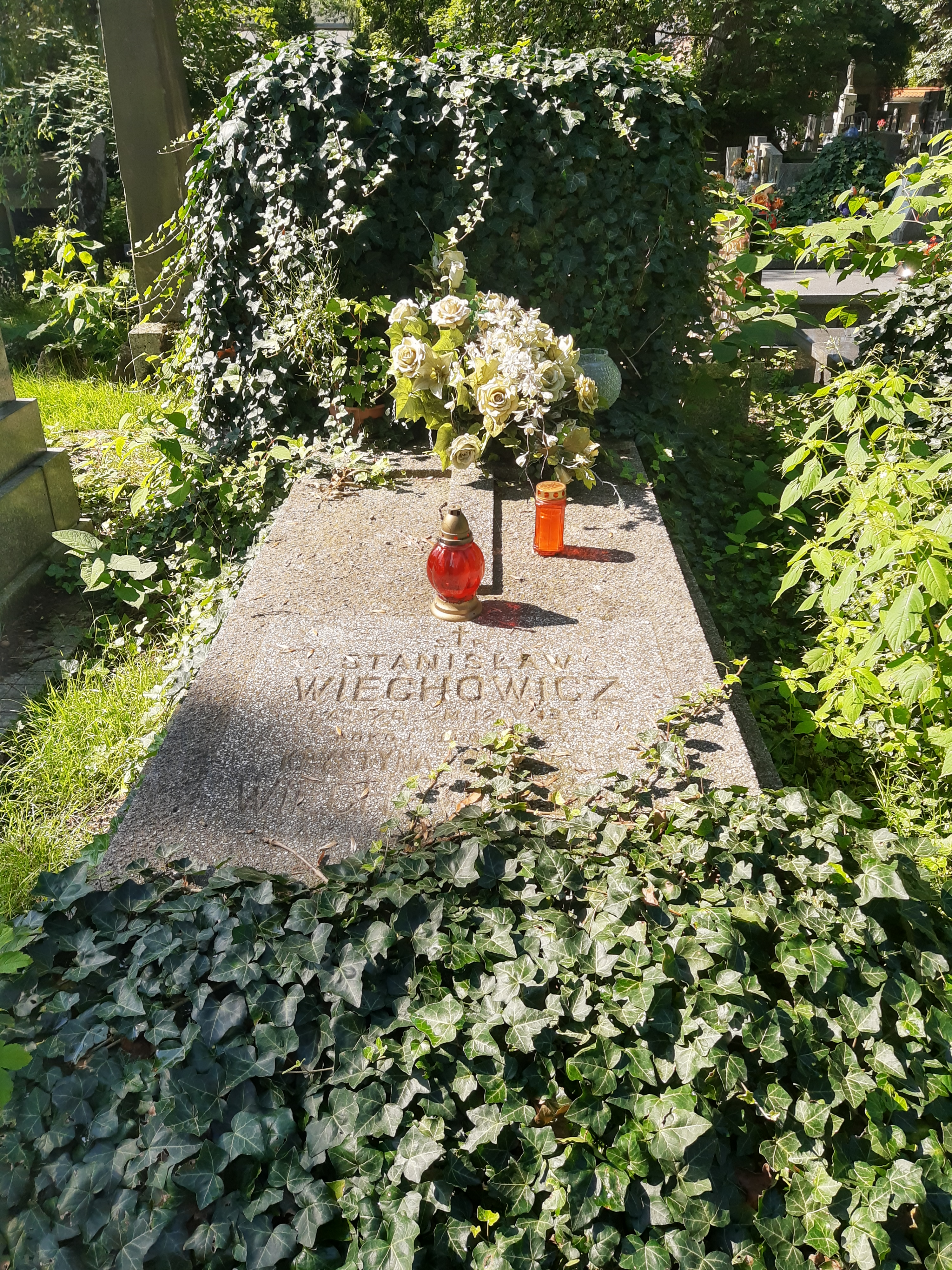
Grób Stanisława Wiechowicza na cmentarzu Rakowickim w Krakowie

7 lutego 1917 ożenił się z pianistką, Walentyną Nikołajewną Szaposznikow (zm. 1938). W 1941 ożenił się ponownie, na wygnaniu w Ostrowcu Świętokrzyskim, z Marią Krystyną Sękowską (1902−1982).
Zmarł 12 maja 1963 w Krakowie, pochowany na cmentarzu Rakowickim (kwatera FD-płn-2).

## Ważniejsze kompozycje
- Babie lato (1922)
- Chmiel na orkiestrę (1927)
- Pastorałki (1927)
- Kantata romantyczna (1930)
- Dzień słowiański (1929)
- Ulęgałki (1944)
- Kasia (1946)
- Na glinianym wazoniku (1947)
- Kantata żniwna (1948)
- Kantata mickiewiczowska (1950)
- Koncert staromiejski (1954)
- Passacaglia i fuga (1960)
- List do Marc Chagalla (1961); pamięci Janusza Korczaka)
- Mruczkowe bajki, Kolędziołki beskidzkie, Pragną oczki, Kujawiak
- utwory orkiestralne (parafrazy pieśni ludowych)

## Ordery i odznaczenia
- Order Sztandaru Pracy I klasy (1963)[3]
- Krzyż Komandorski Orderu Odrodzenia Polski (1959)[9]
- Krzyż Oficerski Orderu Odrodzenia Polski (22 lipca 1952)[10]
- Srebrny Krzyż Zasługi (11 listopada 1936)[11]
- Medal 10-lecia Polski Ludowej (28 lutego 1955)[12]
- Złota Odznaka Honorowa z Wieńcem Laurowym Zjednoczenia Polskich Zespołów Śpiewaczych i Instrumentalnych (1959)
- Złota Odznaka Honorowa Zjednoczenia Polskich Zespołów Śpiewaczych (1933)
- Order Świętego Sawy (Jugosławia, 1930)

## Nagrody
- I nagroda na konkursie ogłoszonym z okazji Wszechsłowiańskiego Zjazdu Śpiewaczego za Oj ty wolo na chór mieszany (1928)
- Złoty Medal Wystawy Paryskiej za taniec weselny Chmiel (1937)
- Państwowa Nagroda Muzyczna za całokształt działalności kompozytorskiej (1939)
- I nagroda na Krajowym Konkursie Olimpijskim i brązowy medal olimpijski na Międzynarodowym Olimpijskim Konkursie Sztuki w Londynie za Kantatę żniwną (olimpijską) na 8-głosowy chór mieszany (1948)
- Państwowa Nagroda Artystyczna II stopnia za prace chóralne, oparte na motywach ludowych, specjalnie za Kantatę żniwną (1950)[13]
- I nagroda na Festiwalu Muzyki Polskiej za suitę Kasia na orkiestrę smyczkową i 2 klarnety (1951)
- nagroda Związku Kompozytorów Polskich za całokształt działalności muzycznej (1953)
- I nagroda na konkursie kompozytorskim zorganizowanym z okazji Światowego Festiwalu Młodzieży i Studentów w Warszawie za Koncert staromiejski na wielką orkiestrę smyczkową (1955)
- nagroda muzyczna m. Krakowa (1955)
- Nagroda Ministra Kultury i Sztuki za List do Marc Chagalla na głosy solowe, recytatorów, chór mieszany i orkiestrę symfoniczną (1961)
- nagroda muzyczna PR i ZAiKS (1962)

Źródło:.